# Columba sjostedti
La paloma del Camerún o paloma de Camerún (Columba sjostedti) es una ave de la familia Columbidae. Se encuentra naturalmente en Santo Tomé y Príncipe, Guinea Ecuatorial y Nigeria.